# Clément Mignon (Schwimmer)
Clément Jacques Mignon (* 21. Januar 1993 in Aix-en-Provence) ist ein ehemaliger französischer Schwimmer. Er erschwamm eine olympische Silbermedaille. Bei Weltmeisterschaften erhielt er einmal Gold und einmal Bronze auf der 50-Meter-Bahn sowie einmal Gold, zweimal Silber und einmal Bronze auf der 25-Meter-Bahn. Bei Europameisterschaften gewann er zweimal Gold und dreimal Bronze.

## Sportliche Karriere
Der 1,87 Meter große Clément Mignon startete für den Schwimmverein CN Marseille. Er war mehrfacher französischer Meister über 50 Meter Freistil, wobei er seine Meistertitel vor allem auf der 25-Meter-Bahn gewann.

### Juniorenmeisterschaften
Bei den Junioreneuropameisterschaften 2010 gewann die französische 4-mal-100-Meter-Freistilstaffel mit Yannick Agnel, Clément Mignon, Lorys Bourelly und Mehdy Metella den Titel mit über vier Sekunden Vorsprung vor den Briten. Die gleichen vier Schwimmer siegten auch in der 4-mal-200-Meter-Freistilstaffel und hatten hier viereinhalb Sekunden Vorsprung. Eine dritte Medaille gewann Mignon als Dritter über 50 Meter Freistil. Im Jahr darauf wurde Mignon Vierter über 50 Meter Freistil bei den Junioreneuropameisterschaften mit 0,03 Sekunden Rückstand auf die beiden zeitgleichen Gewinner der Silbermedaille. Einen Monat später wurde er auf dieser Strecke Vierter der Juniorenweltmeisterschaften.

### Die Jahre von 2013 bis zur Olympiamedaille 2016
Zwei Jahre später nahm Mignon an der Sommer-Universiade 2013 teil, erreichte aber keine Finale. Ende des Jahres bei den Kurzbahneuropameisterschaften 2013 in Herning belegte Mignon den vierten Platz mit der 4-mal-50-Meter-Freistilstaffel. 2014 bei den Europameisterschaften in Berlin qualifizierte sich die 4-mal-100-Meter-Freistaffel in der Besetzung Mehdy Metella, Grégory Mallet, Clément Mignon und Fabien Gilot mit der viertschnellsten Zeit für das Finale. Im Endlauf waren Metella, Gilot, Florent Manaudou und Jérémy Stravius viereinhalb Sekunden schneller als die Vorlaufstaffel und siegten mit über einer Sekunde Vorsprung vor den Russen und den Italienern. Alle sechs beteiligten Franzosen erhielten eine Goldmedaille. Die 4-mal-200-Meter-Freistilstaffel in der Besetzung Stravius, Yannick Agnel, Lorys Bourelly und Mignon belegte den vierten Platz. In der 4-mal-100-Meter-Mixed-Freistilstaffel waren nur vier Staffeln am Start. Das italienische Quartett siegte vor den Russen. Clément Mignon, Grégory Mallet, Anna Santamans und Coralie Balmy erschwammen Bronze vor der türkischen Staffel. Ende 2014 bei den Kurzbahnweltmeisterschaften in Doha gewannen Clément Mignon, Fabien Gilot, Florent Manaudou und Mehdy Metella die 4-mal-100-Meter-Freistilstaffel vor den Russen und dem US-Team. Die 4-mal-50-Meter-Lagenstaffel gewannen die Brasilianer vor den Franzosen, Mignon erhielt eine Silbermedaille für seinen Einsatz im Vorlauf. Die 4-mal-100-Meter-Lagenstaffel mit Florent Manaudou, Giacomo Perez-Dortona, Mehdy Metella und Clément Mignon wurde Dritte hinter Brasilianern und US-Staffel.
2015 bei den Weltmeisterschaften in Kasan erreichten Mehdy Metella, Lorys Bourelly, Fabien Gilot und Clément Mignon den Endlauf der 4-mal-100-Meter-Staffeln mit der viertschnellsten Vorlaufzeit. Im Finale siegten Metella, Manaudou, Gilot und Stravius mit einer fast vier Sekunden schnelleren Zeit vor den Russen und den Italienern. Mignon nahm noch an drei weiteren Wettbewerben teil, schied aber jeweils im Vorlauf aus. Bei den Europameisterschaften 2016 in London waren Clément Mignon, William Meynard, Fabien Gilot und Lorys Bourelly die Vorlaufschnellsten, im Finale siegten Mignot, Meynard, Gilot und Florent Manaudou. Über 100 Meter Freistil siegte der Italiener Luca Dotto vor dem Niederländer Sebastiaan Verschuren, 0,11 Sekunden hinter Dotto und 0,o4 Sekunden hinter Verschuuren wurde Mignon Dritter. Eine weitere Bronzemedaille gewann Mignon mit der 4-mal-100-Meter-Mixed-Freistilstaffel in der Besetzung Mignon, Stravius, Charlotte Bonnet und Anna Santamans; im Vorlauf waren Bourelly, Frédérick Bousquet, Camille Gheorghiu und Margaux Fabre geschwommen. Drei Monate später bei den Olympischen Spielen 2016 in Rio de Janeiro schwamm die französische 4-mal-100-Meter-Freistilstaffel mit Clément Mignon, William Meynard, Fabien Gilot und Mehdy Metella die viertschnellste Vorlaufzeit. Im Endlauf waren Metella, Gilot, Manaudou und Stravius fast drei Sekunden schneller als die Vorlaufstaffel und wurden Zweite hinter der US-Staffel. Über 100 Meter Freistil erreichte Mignon das Halbfinale und schied dann als 14. aus. Die beiden anderen Medaillengewinner der Europameisterschaften scheiterten ebenfalls im Halbfinale, während der Europameisterschaftsfünfte, der Belgier Pieter Timmers, Olympiazweiter wurde. Die französische 4-mal-100-Meter-Lagenstaffel mit Camille Lacourt, Théo Bussière, Jérémy Stravius und Clément Mignon schwamm die zehnte Vorlaufzeit. Ende des Jahres fanden im kanadischen Windsor die Kurzbahnweltmeisterschaften 2016 statt. Die französische 4-mal-100-Meter-Freistilstaffel mit Mignon, Stravius, Jordan Pothain und Metella gewann Silber hinter den Russen. Die 4-mal-50-Meter-Mixed-Freistilstaffel erreichte den vierten Platz mit 0,23 Sekunden Rückstand auf Gold. Ebenfalls Vierter wurde Mignon über 50 Meter Freistil, hier betrug sein Abstand zu Gold 0,18 Sekunden. Es folgten der vierte Platz mit der 4-mal-50-Meter-Freistilstaffel und der sechste Platz mit der 4-mal-100-Meter-Lagenstaffel.

### Von 2018 bis zum Karriereende
Danach nahm Mignon erst 2018 wieder an internationalen Meisterschaften teil. Bei den Europameisterschaften in Glasgow schied die 4-mal-100-Meter-Freistilstaffel mit Mehdy Metella, Jordan Pothain, Maxime Grousset und Clément Mignon mit der neuntbesten Vorlaufzeit aus. Im Jahr darauf bei den Weltmeisterschaften in Gwangju wurde die Freistilstaffel mit Clément Mignon, Jérémy Stravius, Tom Paco Pedroni und Mehdy Metella im Endlauf Achte. Mignon erreichte als einziger Franzose das Finale über 100 Meter Freistil und schlug als Siebter an. Die 4-mal-100-Meter-Mixed-Freistilstaffel qualifizierte sich für das Finale in der Aufstellung Clément Mignon, Maxime Grousset, Charlotte Bonnet und Béryl Gastaldello. Im Endlauf siegte das US-Quartett vor den Australiern. 2,14 Sekunden hinter den Australiern erkämpften Clément Mignon, Mehdy Metella, Charlotte Bonnet und Marie Wattel den dritten Platz. Ende 2019 bei den Kurzbahneuropameisterschaften in Glasgow erreichte die 4-mal-50-Meter-Mixed-Freistilstaffel mit Maxime Grousset, Clément Mignon, Mélanie Henique und Anna Santamans das Finale mit der fünftschnellsten Vorlaufzeit. Im Endlauf wurden Maxime Grousset, Florent Manaudou, Mélanie Henique und Beryl Gastaldello Dritte hinter den Russen und den Briten. Bei den erst 2021 ausgetragenen Olympischen Spielen in Tokio erreichte die 4-mal-100-Meter-Freistilstaffel mit Clément Mignon, Maxime Grousset, Charles Rihoux und Mehdy Metella das Finale mit der viertschnellsten Vorlaufzeit. Im Endlauf schwammen Maxime Grousset, Florent Manaudou, Clément Mignon und Mehdy Metella über eine Sekunde schneller als die Vorlaufstaffel, lagen beim Anschlag als Sechste aber fast eine Sekunde hinter den Drittplatzierten zurück.